# Jonathan Daviss
Jonathan Pierce Daviss (Conroe, Texas, 28 de febrero de 2000) es un actor estadounidense, conocido principalmente por su papel de Pope Heyward en la serie de Netflix Outer Banks.

## Biografía
Daviss nació y se crio en Conroe (Texas) y estudió en la Conroe High School, donde jugaba a fútbol americano. Tiene una hermana menor. Su madre vendió su casa y se mudaron a California para que él siguiera su carrera como actor.

## Filmografía

### Cine
| Año  | Título             | Papel             | Notas     |
| ---- | ------------------ | ----------------- | --------- |
| 2014 | Deliverance Creek  | Samuel Washington | Telefilme |
| 2017 | All the Marbles    | Young Spike       | Corto     |
| 2018 | Edge of the World  | Jay Tibbs         |           |
| 2018 | Age of Summer      | Mathis            |           |
| 2018 | Shattered Memories | Teddy             | Telefilme |
| 2022 | Revancha ya        | Elliot            | Netflix   |

### Televisión
| Año           | Título      | Papel        | Notas         |
| ------------- | ----------- | ------------ | ------------- |
| 2012          | Revolution  | Kid          | 1 episodio    |
| 2020−presente | Outer Banks | Pope Heyward | Protagonista  |
| 2020          | Baselines   | Lavar        | Posproducción |